# Pop Masters: Words
A Pop Masters Words című lemez a Bee Gees  együttes 2005-ben kiadott válogatáslemeze.

## Az album dalai
1. To Love Somebody (Barry és Robin Gibb) – 3:06
2. Words (Barry, Robin és Maurice Gibb) – 3:21
3. I Started A Joke  (Barry, Robin és Maurice Gibb) – 3:13
4. Massachusetts (Barry, Robin és Maurice Gibb) – 2:29
5. First Of May  (Barry, Robin és Maurice Gibb) – 2:54
6. Tomorrow, Tomorrow (Barry és Maurice Gibb) – 4:01
7. I Can't See Nobody (Barry és Robin Gibb) – 3:51
8. World (Barry, Robin és Maurice Gibb) – 3:16
9. New York Mining Disaster (Barry és Robin Gibb) – 2:13
10. Every Christian Lion Hearted Man Will Show You (Barry, Robin és Maurice Gibb) – 3:43

## Közreműködők
- Bee Gees